# Dione juno
Dione juno (denominada, em inglês, Juno Longwing; em seu estágio larvar, em português, Lagarta-preta-do-maracujá ou, adulto, Borboleta-do-maracujá) é uma espécie de borboleta neotropical da família Nymphalidae e subfamília Heliconiinae, nativa do México até o Paraguai. Foi classificada por Cramer, com a denominação de Papilio juno, em 1779. Suas lagartas são consideradas praga de algumas espécies de Passiflora.

## Descrição
Indivíduos desta espécie possuem as asas moderadamente longas e estreitas, com envergadura de até 90 milímetros, e são de coloração laranja mais ou menos claro, vistos por cima, com faixa amarronzada, mais ou menos pronunciada, cruzando a parte superior das asas anteriores e outra bem menor, formando uma reentrância logo abaixo e na área frontal da asa. Vistos por baixo, sua principal característica é padrão de manchas em prata que resplandecem na luz, principalmente nas asas posteriores.

## Hábitos
Segundo Adrian Hoskins, esta espécie, como outras do gênero Dione, pode ser encontrada em muitos habitats e em qualquer altitude até 2.000 metros, sendo mais comuns em florestas com perturbação antrópica entre 200 e 800 metros; normalmente em áreas ensolaradas, como margens de rios, encostas rochosas ou beiras de estradas. Se alimentam de substâncias mineralizadas do solo e de substâncias retiradas de flores como a Lantana camara.

## Ovo, lagarta, crisálida e planta-alimento
A lagarta de Dione juno causa danos severos às plantas de Passiflora (Maracujá). Em infestações severas, o dano torna-se muito intenso, podendo ocorrer desfolha total das plantas de maracujá. Dentre as espécies de Passiflora consumidas por suas lagartas, as menos afetadas são P. alata e P. foetida. Os ovos de Dinone juno, inicialmente de coloração amarela, são colocados em grupos de 70 a 140 indivíduos. As suas lagartas, ao eclodirem, passam por quatro cinco estágios no período de 19 a 27 dias até se tornarem indivíduos gregários, em seu último estágio larvar, de coloração marrom-escura, com pequenas manchas amarelas em tons escuros. A crisálida é cinzenta em sua coloração.

## Subespécies
D. juno possui cinco subespécies:
- Dione juno juno - Descrita por Cramer em 1779, de exemplar proveniente do Suriname.
- Dione juno andicola - Descrita por Bates em 1864, de exemplar proveniente do Equador.
- Dione juno huascuma - Descrita por Reakirt em 1866, de exemplar proveniente do México.
- Dione juno miraculosa - Descrita por Hering em 1926, de exemplar proveniente do Peru.
- Dione juno suffumata - Descrita por Brown & Mielke em 1972, de exemplar proveniente do Paraguai.

## Diferenciação entre espécies
As borboletas Dione juno podem ser confundidas com duas outras espécies da mesma subfamília. Diferem de Dryas iulia pela menor envergadura e pela distribuição das manchas alares, em cima; além desta espécie citada não apresentar manchas em prata, em baixo. Diferem de Dione vanillae pelas manchas escuras das asas, em cima e em baixo.

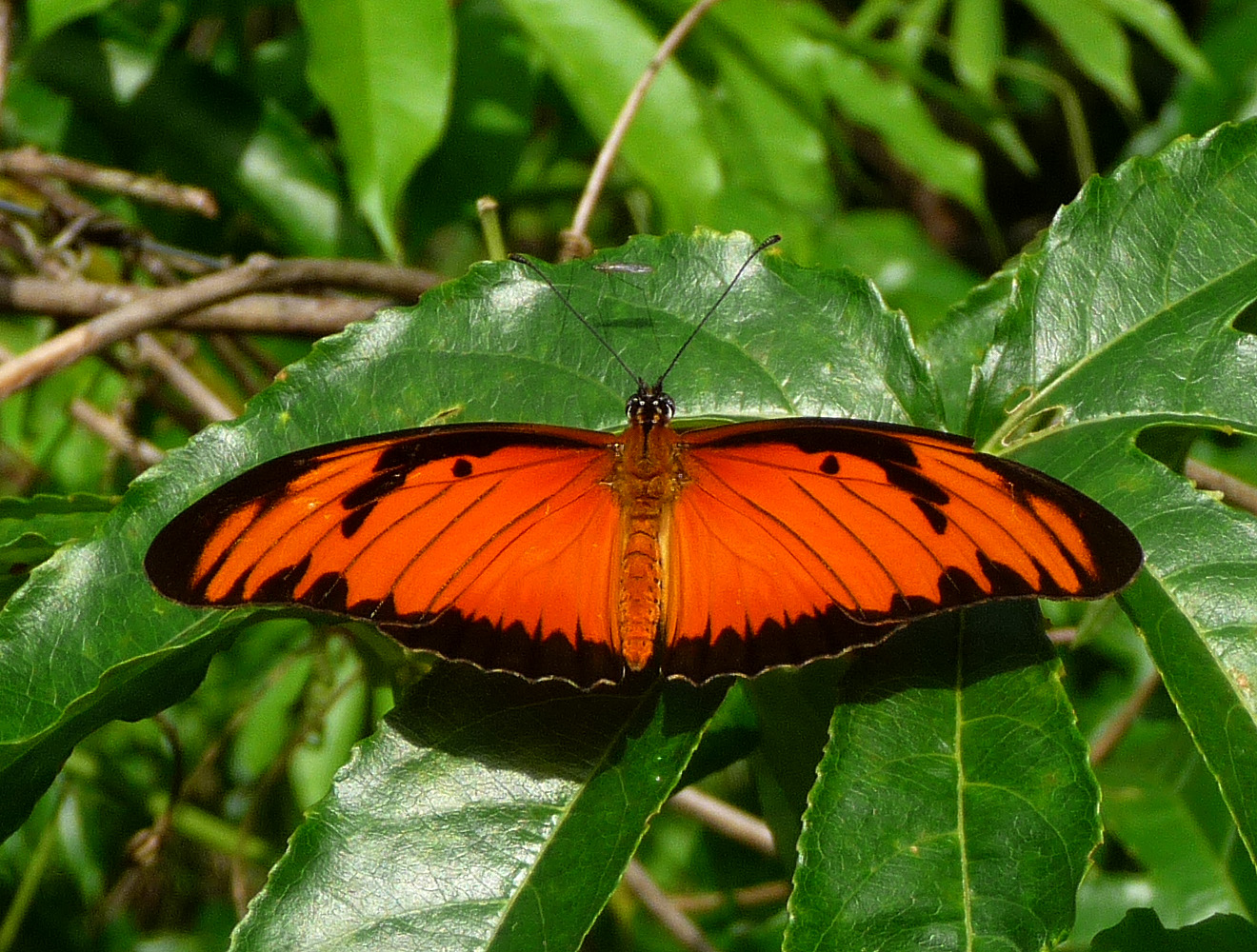
Fotografia de Dione vanillae ssp. lucina , subespécie encontrada na Colômbia, Equador, Peru e Brasil amazônico, se assemelhando muito com D. juno.